# Ochthebius melanescens
Ochthebius melanescens är en skalbaggsart som först beskrevs av Dalla Torre 1877.  Ochthebius melanescens ingår i släktet Ochthebius och familjen vattenbrynsbaggar. Inga underarter finns listade i Catalogue of Life.